# Houppeville
Houppeville ist eine französische Gemeinde mit 2.849 Einwohnern (Stand: 1. Januar 2022) im Département Seine-Maritime in der Region Normandie. Sie gehört zum Arrondissement Rouen und zum Kanton Notre-Dame-de-Bondeville. Die Einwohner werden Houppevillois genannt.

## Geographie
Houppeville liegt etwa zehn Kilometer nördlich von Rouen. Umgeben wird Houppeville von den Nachbargemeinden Malaunay im Norden und Nordwesten, Bosc-Guérard-Saint-Adrien im Nordosten, Quincampoix im Osten und Nordosten, Isneauville im Osten, Bois-Guillaum im Süden und Südwesten, Mont-Saint-Aignan im Süden, Notre-Dame-de-Bondeville im Südwesten sowie Le Houlme im Westen.

## Bevölkerungsentwicklung
| 1962 | 1968 | 1975 | 1982 | 1990 | 1999 | 2006 | 2012 |
| ---- | ---- | ---- | ---- | ---- | ---- | ---- | ---- |
| 877  | 1112 | 1346 | 1901 | 2378 | 2405 | 2397 | 2567 |

## Sehenswürdigkeiten
- Kirche Notre-Dame-de-l’Assomption, im 11. Jahrhundert erbaut, Umbauten im 16. Jahrhundert, Monument historique
- Priorei, Fachwerkbau aus dem 17. Jahrhundert

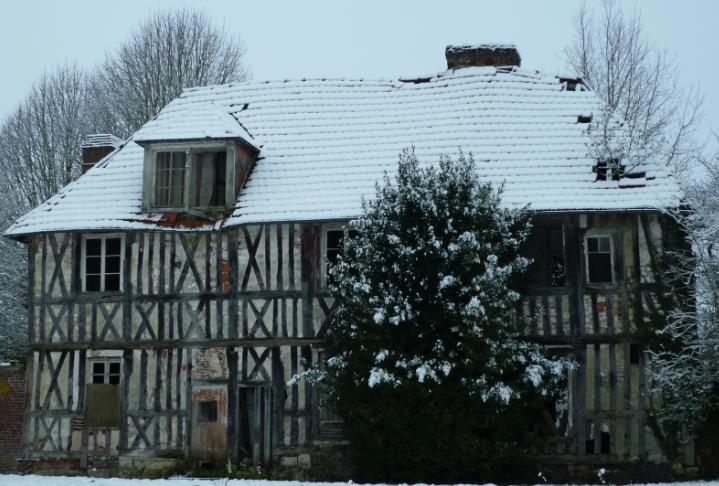
Priorei

- Arboretum Forêt Verte